# Стрељаштво на Летњим олимпијским играма 1900.
Стрељаштво на Летњим олимпијаким играма, према одлуци МОК-а одржало се у 9 дисциплина. Иако су се у току Игара одржавана многа такмичења у стрељаштву МОК је признао само 9 која су се одржала од 3. до 5. августа, 1900. Од укупно више од 6.000 стрелаца у свим такмичења у Паризу у олимпијским дисциплинама учествовала су само 72 из 8 земаља.

## Земље учеснице
- Белгија (10}
- Данска (5}
- Француска (34}
- Уједињено Краљевство (1}
- Холандија (7}
- Норвешка (5}
- Румунија (1}
- Швајцарска (9)

## Освајачи медаља
| Дисциплина                                       | Злато                                                                                                  | Злато              | Сребро                                                                                     | Сребро             | Бронза | Бронза                                |
| ------------------------------------------------ | --- | ------------------ | ------------------------------------------------------------------------------------------ | ------------------ | --- | ------------------------------------- |
| Пиштољ брза паљба 25м детаљи                     | Морис Лару Француска                                                                                   | 58                 | Леон Моро Француска                                                                        | 57                 | Ежен Балм Француска | 57                                    |
| Пиштољ слободног избора 50 м. појединачно детаљи | Карл Редерер Швајцарска                                                                                | 503                | Ашил Парош Француска                                                                       | 466                | Конрад Штели Швајцарска                                                                                                 | 453                                   |
| Пиштољ слободног избора 50 м екипно детаљи       | Швајцарска Фридрих Лити (435) Паул Пробст (432) Луј Ришард (448) Карл Редерер (503) Конрад Штели (453) | 2.271              | Француска Луј Дифоа (442) Морис Лекок (429) Леон Моро (435) Ашил Парош (466) Trinité (431) | 2.203              | Холандија Солко ван ден Берг (331) Антонијус Баувенс (390) Герардус ван Хан (437) Хенрик Силем (408) Антони Свајс (310) | 1.876                                 |
| ВК пушка 300 м стојећи детаљи                    | Ларс Јорген Мадсен Данска                                                                              | 305                | Оле Естмо Норвешка                                                                         | 299                | Шарл Помје Белгија | 298                                   |
| ВК пушка 300 м клечећи детаљи                    | Конрад Штели Швајцарска                                                                                | 324                | Емил Келенбергер Швајцарска Андерс Петер Нилсен Данска                                     | 314                | нема |                                       |
| ВК пушка 300 м лежећи детаљи                     | Ашил Парош Француска                                                                                   | 332                | Андерс Петер Нилсен Данска                                                                 | 330                | Оле Естмо Норвешка | 329                                   |
| ВК пушка 300 м тростав детаљи                    | Емил Келенбергер Швајцарска                                                                            | 930 (292+ 314+324) | Андерс Петер Нилсен Данска                                                                 | 921 (277+ 314+330) | Паул ван Асбрук Белгија Оле Естмо Норвешка                                                                              | 917 (297 +308+312) 917 (299 +289+329) |
| ВК пушка 300 м екипно детаљи                     | Швајцарска Франц Бекли Алфред Гритер Емил Келенбергер Луј Ришарде Конрад Штели                         | 4.399              | Норвешка Олаф Фриденлунд Хелмер Хермандсен Оле Естмо Оле Сетер Том Себерг                  | 4.290              | Француска Огист Кавадини Морис Лекок Леон Моро Ашил Парош Рене Тома                                                     | 4.278                                 |
| Трап детаљи                                      | Роже де Барбарен Француска                                                                             | 17                 | Рене Гијо Француска                                                                        | 17                 | Жистинијен де Клари Француска                                                                                           | 17                                    |

## Биланс медаља
|   | Држава     |   |    |   |    |
| - | ---------- | - | -- | - | -- |
| 1 | Швајцарска | 5 | 1  | 1 | 7  |
| 2 | Француска  | 3 | 4  | 3 | 10 |
| 3 | Данска     | 1 | 3  | 0 | 4  |
| 4 | Норвешка   | 0 | 2  | 2 | 4  |
| 5 | Белгија    | 0 | 0  | 2 | 2  |
| 6 | Холандија  | 0 | 0  | 1 | 1  |
|   | Укупно (6) | 9 | 10 | 9 | 28 |

## Такмичења у стрељаштву која нису призната одМОКа
| Место | Стрелац                    | Резултат |
| ----- | -------------------------- | -------- |
| 1     | Леон де Линдан Белгија     | 21       |
| 2     | Морис Фор Француска        | 20       |
| 3     | Доналд Макинтош Аустралија | 18       |
| 3     | Критенден Робинсон САД     | 18       |

| Место | Стрелац                  | Резултат |
| ----- | ------------------------ | -------- |
| 1     | Луј Дебре Француска      | 20       |
| 1     | Пјер Ниве Француска      | 20       |
| 3     | Конт де Ламбер Француска | 19       |